# (37382) 2001 VR120
2001 VR120 (asteroide 37382) é um asteroide da cintura principal. Possui uma excentricidade de 0.13502850 e uma inclinação de 7.48421º.
Este asteroide foi descoberto no dia 12 de novembro de 2001 por LINEAR em Socorro.